# Feel like
「feel like」は、Eveの楽曲。2025年5月23日にメジャー24作目のデジタルシングルとしてトイズファクトリーからリリースされた。

## 概要
前作の配信シングル『ティーンエイジブルー』から約7ヶ月後、Eveの誕生日である5月23日にサプライズリリースされた。
平成をテーマに制作された楽曲であり、
配信ジャケットのイラストや、MVの監督をイラストレーターのＫＵＲＯが担当している。
また、リリース記念としてプレゼントキャンペーンが開催され、抽選で単語カード、応募者全員にスマホの待受画像がプレゼントされた。

## 収録内容
| #  | タイトル      | 作詞・作曲 | 編曲       | 時間  |
| -- | ------------- | ---------- | ---------- | ----- |
| 1. | 「feel like」 | Eve        | Numa、KOHD | 03:00 |